# Electrophorus electricus
La llamada anguila eléctrica (Electrophorus electricus), también llamada temblón, temblador, gimnoto, pilaké o poraquê, es una especie de pez de la familia Gymnotidae. Puede emitir descargas eléctricas de hasta 850 voltios a partir de un grupo de células especializadas. Emplea las descargas eléctricas para cazar presas, para defenderse y para comunicarse. Es la especie tipo del género Electrophorus, el cual está integrado por otras dos especies.

## Descripción
La similitud con la anguila está dada sobre todo por su cuerpo fusiforme y largo, de hasta 2 metros y medio y 20 kilogramos de peso, cubierto por una piel de color  verdoso desprovista casi completamente de escamas. La cabeza es aplanada y la boca grande, con una hilera de dientes cónicos en cada mandíbula. No presenta dimorfismo sexual apreciable. A pesar de su nombre común, este pez no es una anguila verdadera, sino un pez miembro de la familia de los gimnótidos, los cuales son del mismo orden que los peces hacha.

## Historia taxonómica
La especie ha sido reclasificada varias veces. Cuando fue descrita originalmente por Carl Linnaeus en 1766, utilizó el nombre Gymnotus electricus, colocándola en el mismo género que Gymnotus carapo' (pez cuchillo anillado) que había descrito varios años antes. No fue hasta aproximadamente un siglo después, en 1864, cuando la anguila eléctrica fue trasladada a su propio género Electrophorus por Theodore Gill.
En septiembre de 2019, David de Santana et al. sugirieron la división del género en tres especies basándose en la divergencia del ADN, la ecología y el hábitat, la anatomía y la fisiología, y la capacidad eléctrica: E. electricus, E. voltai] sp. nov., y E. varii] sp. nov. El estudio determinó que E. electricus es la especie hermana de E. voltai, y que ambas especies divergieron durante el Plioceno.

## Fisiología
E. electricus tiene tres pares de órganos abdominales que producen electricidad: el órgano principal, el órgano de Hunter y el órgano de Sachs. Estos órganos ocupan una gran parte de su cuerpo, y dan a la anguila eléctrica la capacidad de generar dos tipos de descargas eléctricas de órganos: de bajo y de alto voltaje. Estos órganos están formados por electrocitos, alineados para que una corriente de iones pueda fluir a través de ellos y apilados para que cada uno se sume a una diferencia de potencial. Los tres órganos eléctricos se desarrollan a partir del músculo y presentan varias propiedades bioquímicas y características morfológicas del sarcolema muscular; se encuentran simétricamente a lo largo de ambos lados de la anguila.
Cuando la anguila encuentra su presa, el cerebro envía una señal a través del sistema nervioso a los electrocitos. Esto abre los canales de iones, permitiendo que fluya el sodio, invirtiendo la polaridad momentáneamente. Al provocar una diferencia repentina de potencial eléctrico, genera una corriente eléctrica de manera similar a una batería, en la que las placas apiladas producen cada una una diferencia de potencial eléctrico. Las anguilas eléctricas también son capaces de controlar los sistemas nerviosos de sus presas con sus habilidades eléctricas; al controlar el sistema nervioso y los músculos de su víctima a través de pulsos eléctricos, pueden evitar que la presa se escape u obligarla a moverse para poder localizar su posición.
La anguila eléctrica utiliza la electricidad de varias maneras. Los voltajes bajos se utilizan para percibir el entorno circundante. Los altos voltajes se utilizan para detectar a las presas y, por separado, aturdirlas, momento en el que la anguila eléctrica aplica una mordida de succión.

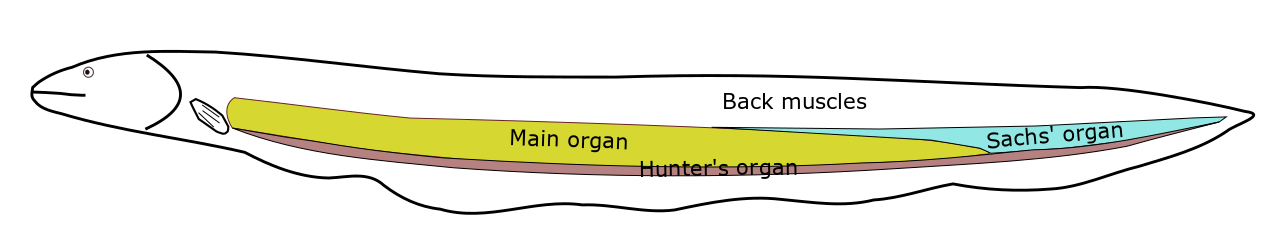
Anatomía de los órganos eléctricos de una anguila eléctrica.

El órgano de Sachs está asociado a la electrolocación. En el interior del órgano hay muchas células de tipo muscular, llamadas electrocitos. Cada célula produce 0,15 V, y las células están apiladas en serie para permitir que el órgano genere casi 10 V a unos 25 Hz de frecuencia. Estas señales son emitidas por el órgano principal; el órgano de Hunter puede emitir señales a velocidades de varios cientos de hercios.
Existen varias diferencias fisiológicas entre los tres órganos eléctricos, que les permiten tener funciones muy diferentes. El órgano eléctrico principal y la sección de alto voltaje del órgano de Hunter son ricos en calmodulina, una proteína que participa en la producción de alto voltaje. Además, los tres órganos tienen cantidades variables de Na+/K+-ATPasa, que es una bomba de iones Na+/K+ que es crucial en la formación de voltaje. Los órganos principal y de Hunter tienen una alta expresión de esta proteína, lo que le confiere una alta sensibilidad a los cambios en la concentración de iones, mientras que el órgano de Sachs tiene una baja expresión de esta proteína.
La potencia típica es suficiente para aturdir o disuadir a prácticamente cualquier animal. Las anguilas pueden variar la intensidad de la descarga eléctrica, utilizando descargas menores para cazar y mayores intensidades para aturdir a las presas o defenderse. También pueden concentrar la descarga enroscándose y haciendo contacto en dos puntos a lo largo de su cuerpo. Cuando se agitan, pueden producir estas descargas eléctricas intermitentes durante al menos una hora sin cansarse.
E. electricus también posee receptores tubulares sensibles a la alta frecuencia, que se distribuyen en parches por su cuerpo. Esta característica es aparentemente útil para cazar otros Gymnotiformes. E. electricus ha sido prominente en el estudio de la bioelectricidad desde el siglo XVIII. La especie es de cierto interés para los investigadores, que hacen uso de su acetilcolinesterasa y adenosina trifosfato.
A pesar de ser la primera especie descrita del género y, por tanto, el ejemplo más conocido, E. electricus tiene en realidad el voltaje máximo más débil de las tres especies del género, con sólo 480 voltios (frente a los 572 voltios de E. varii y los 860 voltios de E. voltai).

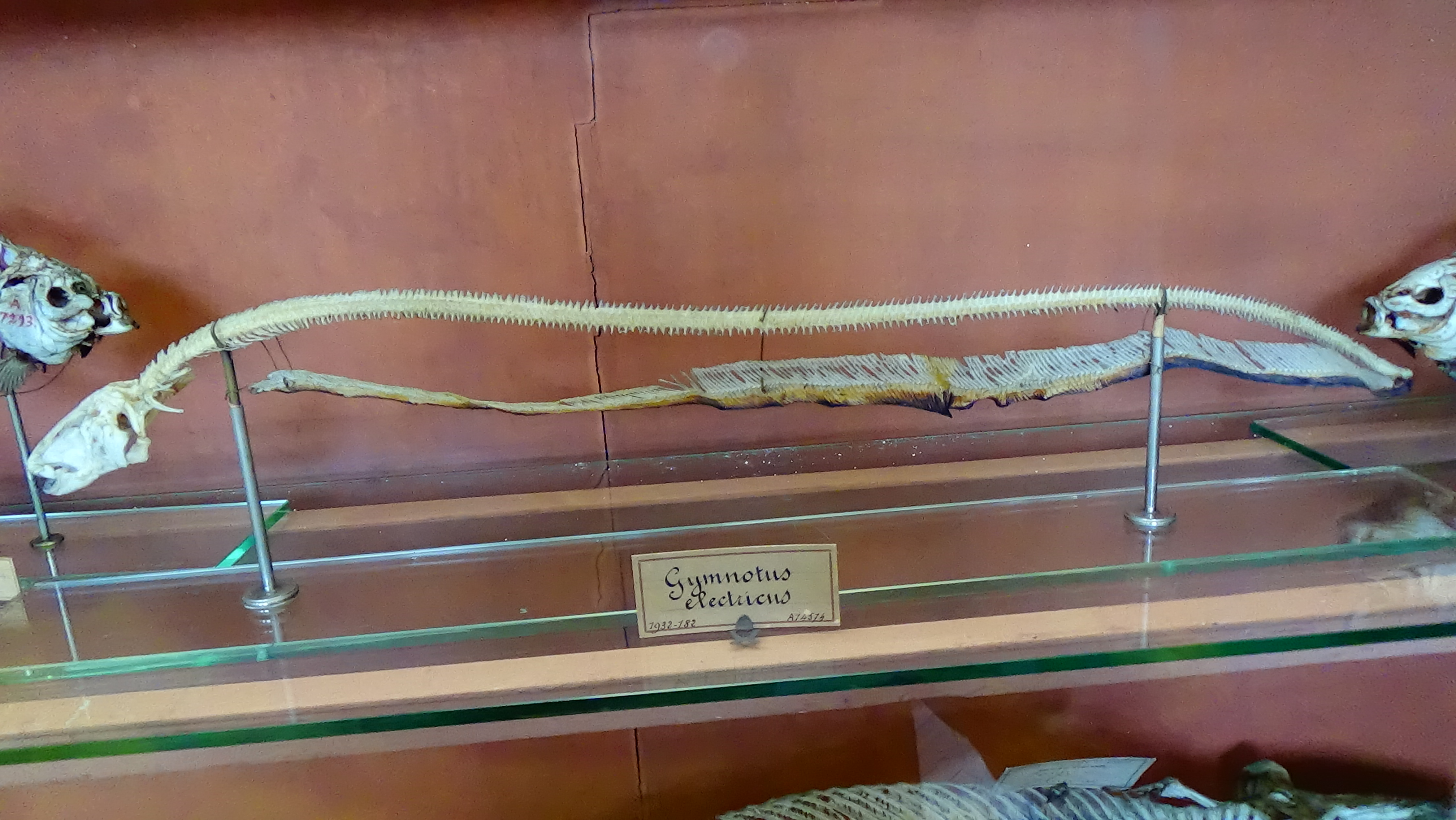
Esqueleto de Electrophorus electricus.(Museo Nacional de Historia Natural de Francia, París).

## Distribución geográfica y hábitat
Esta especie es nativa del norte de Sudamérica, donde se encuentran en la cuenca del Orinoco y en los ríos que bajan desde el escudo guayanés hacia el océano, con desembocaduras en las Guayanas. Habita en aguas con buena oxigenación, bajas en conductividad, con sustratos rocosos y con presencia de rápidos y cascadas. Su cráneo deprimido puede ser una especialización morfológica, estando adaptado a alimentarse en sustratos rocosos y ofrecer menos resistencia a los fuertes flujos de las corrientes.

## Etología
A veces se observa un comportamiento de ataque con saltos fuera del agua. Esto fue observado accidentalmente por Kenneth Catania de la Universidad de Vanderbilt, quien señaló que estos animales a veces saltaban fuera del agua para "atacar" el borde de las redes utilizadas para capturarlos. Un estudio publicado a mediados de 2016 en Proceedings of the American Academy of Sciences  demostró que estas anguilas pueden realmente saltar fuera del agua para atacar a un animal, y que este salto aumentaba el voltaje eléctrico, haciendo el ataque significativamente más eficiente. Cuanto más sale la anguila del agua, más violenta es la descarga; en un caso el voltaje eléctrico aumentó de 10 a 300 voltios. Este comportamiento podría haber sido adquirido durante la evolución como una solución adaptativa que le permitió a esta anguila defenderse mejor durante la estación seca amazónica, cuando queda atrapada frente a un depredador en zonas residuales poco profundas.